# 孫濟 (嘉靖進士)
孫濟（1484年—？），字以道，號郭南，浙江湖州府歸安縣人，匠籍，明朝政治人物。

## 生平
正德十四年（1519年）己卯科浙江鄉試第四十名舉人。嘉靖八年（1529年）中式己丑科會試第三十名，登第三甲第一百一十八名進士。官至江西按察司僉事。

## 著作
著有《苕溪集》。

## 家族
曾祖孫保；祖父孫昌；父孫綱，曾任縣丞。前母沈氏；母劉氏。慈侍下。兄澄、溥。